# جادوی سیاه (ترانه امینم)
«جادوی سیاه» (به انگلیسی: Black Magic) آهنگی از خواننده رپ آمریکایی امینم است که با همراهی اسکایلر گری آن را منتشر کرد. این ترانه دومین قطعه از نسخ دیلوکس آلبوم موسیقی‌ای که توسطش به قتل برسید-ساید بی است.